# Nathaly Antona
Nathaly Antona (n. 16 februarie 1975, Ajaccio, Corsica, Franța – d. 18 iunie 2024, Ajaccio, Corsica, Franța) a fost o politiciană franceză, membră a partidului Adunarea Națională (RN).

## Biografie
Născută la 16 februarie 1975, Antona a candidat pentru prima dată pentru RN la alegerile legislative franceze din 2022 din Corse-du-Sud. La alegerile pentru Parlamentul European din Franța din 2024, ea s-a clasat ca al 24-lea candidat pe lista RN, câștigând un loc. Ea a fost singura persoană din Corsica care a fost aleasă ca europarlamentar în alegeri.
La 18 iunie 2024, Nathaly Antona a murit la Ajaccio din cauza unei boli, la 10 zile după alegerea ei. A fost înlocuită de André Rougé.